# Флёри, Марк-Андре
Марк-Андре́ Флёри́ (англ. Marc-Andre Fleury, фр. Marc-André Fleury; род. 28 ноября 1984, Сорель-Трейси, Квебек) — канадский хоккеист, вратарь. Олимпийский чемпион 2010 года в составе сборной Канады, трёхкратный обладатель Кубка Стэнли в составе «Питтсбург Пингвинз» (2009, 2016 и 2017). Обладатель «Везина Трофи» и «Уильям М. Дженнингс Трофи» 2021 года. На драфте НХЛ 2003 года выбран «Питтсбург Пингвинз» под общим первым номером.
Занимает второе место в истории НХЛ по количеству побед и по количеству матчей среди вратарей, уступая только Мартину Бродёру.

## Спортивная карьера
В юности принимал участие в Международном турнире Квебека 1998 года за «College-Français Rive-Sud» из Саут-Шора (Монреаль).
Начиная с сезона 2000/01 играл за команду «Кейп-Бретон Скриминг Иглз» в Главной юниорской хоккейной лиге Квебека (QMJHL). После сильного сезона 2002/03, который включал в себя серебряную медаль с молодёжной сборной Канады на Чемпионате Мира среди юниоров и попадание во вторую сборную всех звёзд QMJHL, он был выбран под первым номером на драфте НХЛ 2003 года клубом «Питтсбург Пингвинз». «Питтсбург» приобрёл первый пик у «Флорида Пантерз» в обмен на Микаэля Самуэльссона, а также на 3-й и 55-й пики. Он всего лишь третий вратарь, выбранный под первым номером на драфте НХЛ, после Мишеля Пласса (1968) и Рика ДиПьетро (2000). Несмотря на то, что Флёри отыграл всего четыре сезона за «Кейп-Бретон», его игровой номер (№ 29) был выведен из обращения клубом 25 января 2008 года, когда он проводил свой четвёрый сезон в НХЛ.

### «Питтсбург Пингвинз» (2003—2017)
Дебютировал в НХЛ в сезоне 2003/04, став самым молодым вратарём лиги в возрасте 18 лет (на три года моложе второго по молодости вратаря, Рика ДиПьетро из «Нью-Йорк Айлендерс»). В первой игре в НХЛ 10 октября 2003 года против «Лос-Анджелес Кингз», проигранной со счётом 0:3, совершил 46 сейвов, включая отбитый буллит. Одержал первую победу в НХЛ в следующем же матче против «Детройт Ред Уингз» (4:3) 18 октября, совершив 31 сейв. Его первый «сухой» матч в НХЛ состоялся 30 октября против «Чикаго Блэкхокс» (1:0). Флёри конкурировал с Жаном-Себастьяном Обеном и Себастьеном Кароном и вскоре оправдал ожидания, что его выберут первым номером, заработав награду «Новичок месяца» в октябре с результатом 2-2-2 (В-П-ОТ), 1,96 КН и 94,3 %ОБ. Однако по ходу сезона его эффективность начала снижаться, в основном из-за слабой защиты «Питтсбурга». Команда регулярно позволяла нанести соперникам более 30 бросков. В декабре, по ходу сезона НХЛ, его отпустили на Чемпионат Мира среди юниоров 2004 года, с которого он вернулся со второй подряд серебряной медалью. 29 января 2004 года Флёри был отправлен обратно в QMJHL. В свете финансовых трудностей франшизы считается, что бонус по контракту Флёри в размере 3 миллионов долларов, который он потенциально мог бы получить, если бы остался и выполнил несколько поставленных задач по игре, стал фактором в решении вернуть его в «Кейп-Бретон». Флёри безрезультатно предложил отказаться от своего бонуса, чтобы остаться в клубе. Флёри закончил сезон QMJHL в первом раунде плей-офф и впоследствии был переведён в фарм-клуб «Питтсбурга» в Американской хоккейной лиге (АХЛ), «Уилкс-Барре/Скрантон Пингвинз», и появился в двух играх плей-офф.

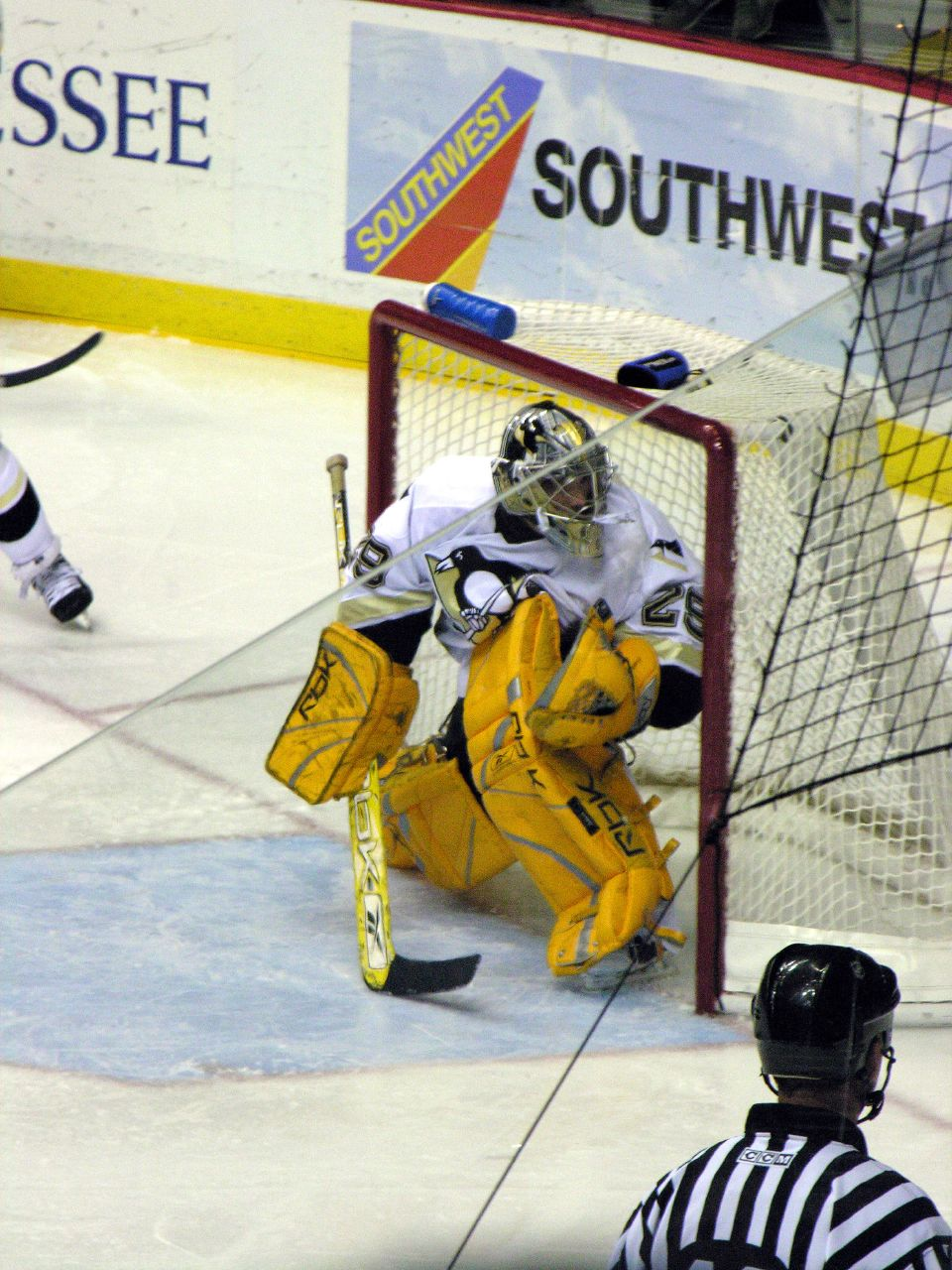
Марк-Андре Флёри в январе 2006 года

Поскольку сезон НХЛ 2004/05 был отложен из-за трудового спора, Флёри продолжил играть за «Уилкс-Барре/Скрантон» в АХЛ, где он показал результат 26-19-4, 2,52 КН и 90,1 %ОБ. Сезон 2005/06 Флёри снова начал в АХЛ, но уже 10 октября был вызван в «Питтсбург» на игру против «Баффало Сейбрз», чтобы заменить травмированного Жослена Тибо. Он продолжал сезон между «Уилкс-Барре/Скрантон» и «Питтсбургом» до 28 ноября, после чего остался в НХЛ. Так как «Питтсбург» занял последнее место в Восточной конференции и пропустил худшие в лиге 316 голов, Флёри показал не лучшую статистику — 3,25 КН и 89,8 %ОБ. Соревнуясь за время с Себастьеном Кароном и Жосленом Тибо, Флёри стал основным вратарём «Пингвинз».
Несмотря на плохую игру обороны, Флёри смог произвести впечатление на руководство команды своей техникой и игрой и подписал двухлетний контракт на сумму 2,59 миллиона долларов в межсезонье. В ходе сезона 2006/07 статистика Флёри значительно улучшилась, так как команда стала более сильной с приходом восходящих суперзвёзд Сидни Кросби и Евгения Малкина. Он записал на свой счёт пять «сухих» игр и 2,83 КН. Флёри одержал 40-ю победу в сезоне в последнем матче регулярного чемпионата против «Нью-Йорк Рейнджерс» (2:1), став вторым вратарём «Пингвинз» одержавшим 40 побед за сезон, присоединившись к Тому Баррассо (43 победы в сезоне 1992/93). Он также побил рекорд франшизы за один сезон по количеству игр и минут, установленный Юханом Хедбергом. Дебютировал в плей-офф НХЛ против «Оттава Сенаторз», будущих финалистов Кубка Стэнли, в первом раунде и одержал первую победу в плей-офф во второй игре, записав на свой счёт 34 сейва в победном матче со счётом 4:3.
В сезоне 2007/08 получил растяжение связок голеностопа в матче против «Калгари Флеймз» (6 декабря). Он вернулся в стартовом составе 2 марта после непродолжительного пребывания в АХЛ. Находясь вне игры, он решил сменить цвет своей вратарской экипировки с ярко-жёлтого, который стал его фирменным знаком, на белый, чтобы получить оптическое преимущество перед нападающими. На него также повлияла сильная игра Тая Конклина, который занял стартовую позицию после того, как был повышен из АХЛ в отсутствие Флёри. Вернувшись после травмы, Флёри помог «Питтсбургу» выиграть Атлантический дивизион с результатом 10-2-1 и 1,45 КН. «Питтсбург» дошёл до Финала Кубка Стэнли с разницей 12-2. В финале «Пингвинз» встретились с «Детройт Ред Уингз». В пятой игре финала Флёри отразил 55 из 58 бросков в победе в тройном овертайме. Попытка Флёри в шестой игре накрыть шайбу, сев на неё, привела к тому, что он забросил её в свои ворота и этот автогол, засчитанный на Хенрика Зеттерберга, оказался победным для «Детройта» в серии
Флёри завершил плей-офф с тремя шатаутами (новый командный рекорд) и результатом 14-6, его процент отражённых бросков 93,3 стал лучшим показателем в плей-офф. 3 июля Флёри подписал семилетний контракт на 35 миллионов долларов с «Питтсбургом». Контракт включал пункт о запрете перемещений между лигами и ограниченный пункт о запрете обмена, который вступил в силу в сезоне 2010/11.

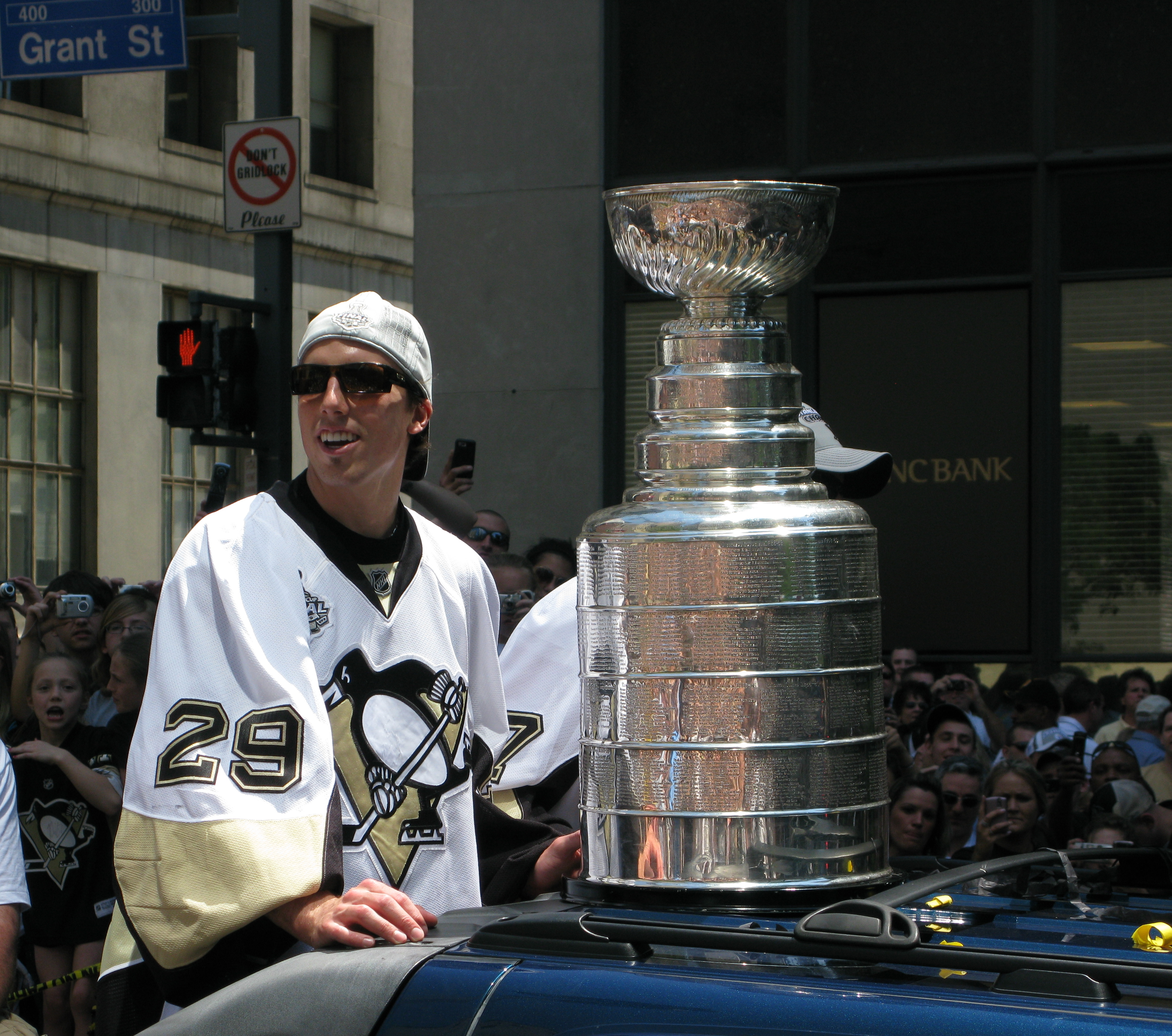
Флёри с Кубком Стэнли на победном параде 15 июня 2009 года

В сезоне сезоне 2008/09 Флёри показал результат 35-18-7, что помогло «Пингвинз» занять четвёртое место в Восточной конференции и выйти в плей-офф в качестве обладателя Приза принца Уэльского. В первом раунде «Питтсбург» прошёл «Филадельфия Флайерз» со счётом 4:2. Во втором раунде против «Вашингтон Кэпиталз» в решающей седьмой игре Флёри сделал ключевой сейв в начале матча против Александра Овечкина, что помогло «Пингвинз» выиграть со счётом 6:2. Затем «Питтсбург» разгромил «Каролина Харрикейнз» в финале конференции со счётом 4:0 и вышли в финал Кубка Стэнли, где встретились с «Детройт Ред Уингз» второй год подряд. После того, как его заменили в пятой игре на Матьё Гарона после пяти пропущенных шайб, Флёри сделал важный сейв против Дэна Клири в шестой игре за 1:39 минут до конца основного времени, чтобы сохранить победный счёт 2:1 и перевести серию в седьмую игру. В решающем матче серии в Детройте, Флёри сыграл важную роль в победе «Пингвинз» со счётом 2:1, чтобы завоевать третий Кубок Стэнли для франшизы, сделав два решающих сейва на последних секундах. После того, как он отбил бросок Хенрика Зеттерберга из правого круга вбрасывания, шайба отскочила к Никласу Лидстрёму, бросок которого из левом круга вбрасывания, Флёри остановил в прыжке за 1,5 секунды до конца матча, что принесло «Питтсбургу» победу в Кубке Стэнли.
Флёри записал на свой счёт результат 37-21-6 в сезоне 2009/10, а действующие чемпионы Кубка Стэнли «Питтсбург» снова заняли четвёртое место в Восточной конференции. После победы над «Оттава Сенаторз» в шести играх в первом раунде плей-офф, «Пингвинз» вылетели во втором раунде от «Монреаль Канадиенс» в седьмом матче, который стал последним для клуба на «Меллон Арена».
Поскольку Кросби и Малкин отсутствовали из-за травм большую часть сезона 2010/11, Флёри и защита «Пингвинз» должны были вывести команду в плей-офф. Флёри закончил сезон с результатом 36-20-5, а «Питтсбург» снова занял четвёртое место в Восточной конференции. «Пингвинз» встретились с «Тампа-Бэй Лайтнинг» в первом раунде плей-офф, где потерпели поражение в семи играх, несмотря на то, что в начале лидировали в серии со счеёом 3:1.
В сезоне 2011/12 Флёри сыграл 67 игр, 23 из которых подряд, и закончил сезон с рекордные для себя 42 победами, уступив только Пекке Ринне из «Нэшвилл Предаторз». Несмотря впечатляющую игру в регулярном сезоне, Флёри провёл не слишком впечатляющую серию плей-офф, будучи выбитым «Филадельфия Флайерз» в первом раунде в шести матчах, показав процент отражённых бросков 83,4 и 4,63 КН.
После локаута в укороченном сезоне 2012/13 Флёри показал одни из лучших результатов в своей карьере. Однако его проблемы в плей-офф продолжались — после того, как он провёл «сухой» матч в первой игре плей-офф, он был не слишком впечатляющим в последующих играх, уступив место в основе Томашу Вокоуну на оставшуюся часть плей-офф. Многообещающий сезон для «Пингвинз» внезапно закончился поражением со счётом 0:4 от «Бостон Брюинз» в финале Восточной конференции. Однако после сезона должностные лица «Питтсбурга» подтвердили, что Флёри останется стартовым вратарём команды.

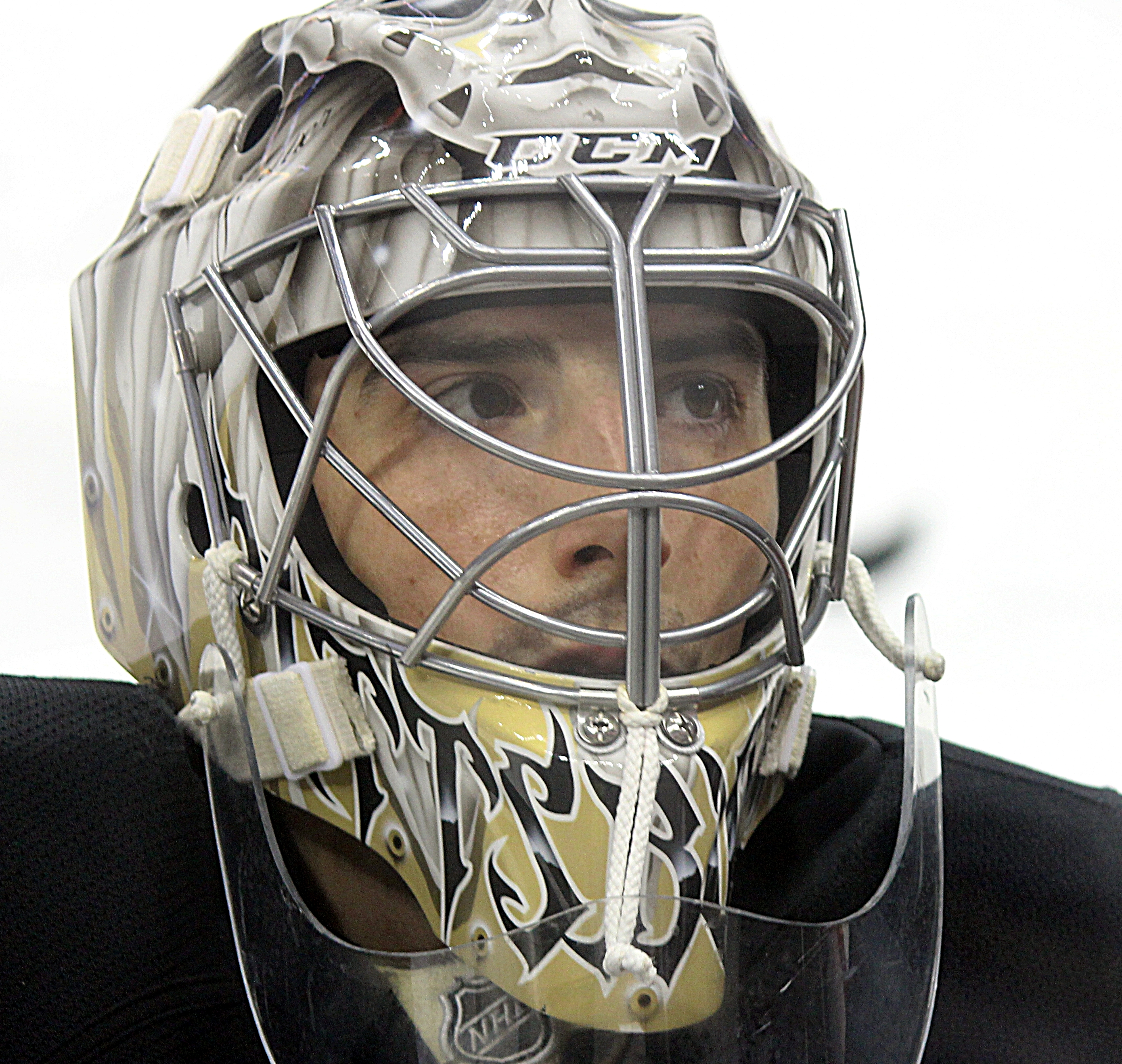
Флёри в декабре 2014 года

Сезон 2013/14 Флёри закончил с результатом 39-18-5, 2,37 КН и 91,5 %ОБ. Несмотря на заметное улучшение его выступления в плей-офф по сравнению с предыдущим годом, «Пингвинз» проиграли во втором раунде «Нью-Йорк Рейнджерс», несмотря на лидерство в серии со счётом 3:1.
5 ноября 2014 года «Питтсбург» подписали с Флёри четырёхлетнее продление со средней годовой зарплатой 5,75 миллионов долларов. 24 ноября 2014 года одержал 300-ю победу в НХЛ, став третьим самым молодым и третьим самым быстрым вратарём, достигшим этого рубежа. 11 апреля 2015 года Флёри записал на свой счёт десятый «сухой» матч в сезоне, одержав победу над «Баффало Сейбрз» (2:0), установив свой рекорд по шатаутам.
В первой половине сезона 2015/16 команда плохо играла, что привело к увольнению главного тренера Майка Джонстона и найму нового — Майка Салливана. Флёри отлично отыграл вторую половину сезона, прежде чем получил сотрясение мозга, после которого он закончил сезон, с 35 победами в 58 играх. Команда сделала рывок с перспективным Мэттом Мюрреем в воротах и вышла в плей-офф. Флёри не мог играть до 4-й игры финала Восточной конференции против «Тампа-Бэй Лайтнинг», где он заменил Мюррея в начале третьего периода. Затем Флёри начал 5-ю игру, которую «Пингвинз» проиграли со счётом 3:4 в овертайме. После чего Мюррей вернулся в основу, а «Пингвинз» впоследствии выиграл Кубок Стэнли с Мэттом в воротах, победив «Сан-Хосе Шаркс» в шести матчах.

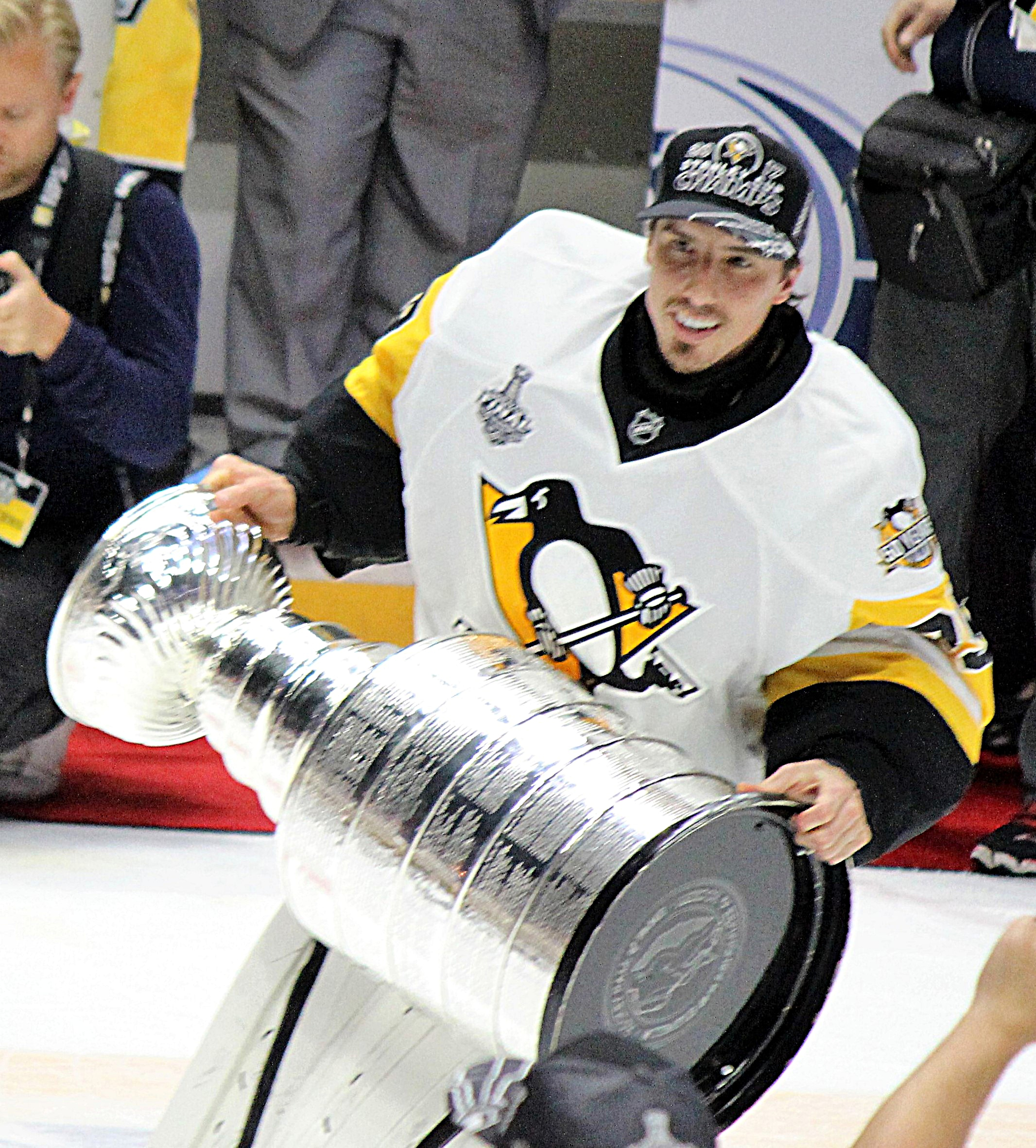
Флёри с Кубком Стэнли в 2017 году

В сезоне 2016/17 Флёри сыграл 38 игр и одержал 18 побед. Когда Мэтт Мюррей получил травму во время разминки перед первой игрой плей-офф против «Коламбус Блю Джекетс», Флёри вышел в старте и привёл «Питтсбург» к победе со счётом 3:1, в итоге «Пингвинз» выиграли серию со счётом 4:1. После этого «Питтсбург» переиграл «Вашингтон Кэпиталз» 4:3 в серии, а Флёри заработал шатаут в седьмой игре, выведя клуб в финал Восточной конференции, где они встретились с «Оттава Сенаторз». После поражения со счётом 1:5 в третьей игре «Пингвинз» решили вернуть в ворота выздоровевшего Мюррея, который остался стартовым вратарём на пути к победе в Кубке Стэнли против «Нэшвилл Предаторз» в шести играх.

### «Вегас Голден Найтс» (2017—2021)
21 июня 2017 года Флёри добровольно отказался от своих пунктов о запрете обмена и запрете перемещения, чтобы «Пингвинз» оставили его открытым для драфта расширения 2017 года, на котором он впоследствии был выбран «Вегас Голден Найтс». «Питтсбург» также отдал свой выбор во втором раунде драфта 2020 года в качестве стимула для «Вегаса» выбрать Флёри, чтобы освободить команду от его почти 6-ти миллионного контракта Он отразил 45 из 46 бросков в первой игре за «Голден Найтс» против «Даллас Старз». 15 октября Флёри был помещён в резерв на случай длительной травмы (LTIR) после того, как 13 октября получил коленом в голову от Энтони Манты из «Детройт Ред Уингз». Он был активирован из LTIR 10 декабря, после пропуска 25 игр и, в итоге, был выбран для участия в Матче всех звёзд, где он выиграл конкурс Save Streak, отразив 14 буллитов подряд. 12 марта 2018 года в матче против «Филадельфия Флайерз» одержал 400-ю победу в карьере.
В плей-офф в 20 матчах одержал 13 побед и помог «Вегасу» дойти до финала, где команда уступила «Вашингтон Кэпиталз» со счётом 1:4 (Флёри был в воротах в каждой из пяти игр). Во время плей-офф в казино Вегаса была создана шоколадная скульптура, изображающая Флёри, делающего сейв «бабочку».
В межсезонье подписал с «Вегасом» трёхлетний контракт на 21 миллион долларов. В сезоне 2018/19 Флёри снова был выбран представлять «Голден Найтс» в Матче всех звёзд второй год подряд.
В возрасте 36 лет зафиксировал лучший в карьере показатель в 1,98 КН и 92,8 %ОБ, что помогло «Голден Найтс» выйти в финале конференции Кубка Стэнли в третий раз за четыре сезона, где «Вегас» уступил «Монреаль Канадиенс» со счётом 2:4 в серии. В конце сезона Флёри был включён во вторую сборную всех звёзд НХЛ и получил «Везина Трофи» и «Уильям М. Дженнингс Трофи».

### «Чикаго Блэкхокс» (2021—2022)
27 июля 2021 года, когда «Голден Найтс» нуждались в пространстве под потолком зарплат, Флёри был обменян в «Чикаго Блэкхокс» на форварда Микаэля Хаккарайнена, что сделало Флёри первым вратарём после Доминика Гашека, которого обменяли в качестве действующего обладателя «Везина Трофи». По словам Флёри и его агента Аллана Уолша, «Вегас» не уведомили Флёри о сделке, и они оба узнали об этом из Твиттера. Как сообщалось, после обмена Флёри задумался о завершении карьеры, однако 1 августа объявил, что намерен начать сезон 2021/22 в составе «Чикаго».
После того, как команда начала сезон с исторически неудачного старта 0-7-2, что в конечном итоге привело к увольнению тренера Джереми Коллитона, Флёри одержал первую победу в составе «Блэкхокс» 1 ноября 2021 года в матче против «Оттава Сенаторз» (5:1). 9 декабря Флёри одержал 500-ю победу в регулярных сезонах в матче против «Монреаль Канадиенс», став третьим вратарём в истории НХЛ, достигшим этой отметки, ранее этой отметки достигли Мартин Бродёр (691) и Патрик Руа (551). 8 января 2022 года Флёри стал первым вратарём в истории НХЛ, обыгравшим все 32 команды лиги в матче против «Вегас Голден Найтс».
Поскольку «Чикаго» испытывали трудности и перестраивали команду, возможность обмена Флёри стала предметом интенсивных спекуляций в преддверии крайнего срока обмена в 2022 году, учитывая его элитную репутацию и приближающееся истечение срока его контракта. Любая такая сделка была осложнена джентльменским соглашением, по которому он не будет продан без его согласия, которое бывший генеральный менеджер «Чикаго» Стэн Боумен заключил с Флёри, убеждая его не уходить на пенсию. Новый генеральный менеджер Кайл Дэвидсон заявил, что намерен соблюдать это соглашение. Со своей стороны, Флёри сказал: «Если я перейду в другой клуб, я бы хотел получить шанс победить. Это то, за что я играю, и это то, что я люблю. Но на данный момент это всё ещё большой вопрос».

### «Миннесота Уайлд» (2022—2025)
21 марта 2022 года Флёри был обменян в «Миннесота Уайлд» на условный выбор во втором раунде драфта 2022 года, который стал бы выбором в первом раунде, если бы «Миннесота» вышла в финал Западной конференции 2022 года, а Флёри выиграл бы четыре игры в процессе этого. Билл Герин, генеральный менеджер «Миннесоты», был сокомандником Флёри в «Питтсбурге» в сезонах 2008/09 и 2009/10. Флёри дебютировал за «Уайлд» 26 марта в игре против «Коламбус Блю Джекетс» (3:2ОТ). После игры фанат бросил букет цветов на лёд. Флёри заявил, что это был первый случай, когда это произошло.
Флёри закончил регулярный сезон 2021/22 за «Миннесоту» с результатом 9-2-0 и 91,0 %ОБ. Другой вратарь команды, Кэм Тэлбот, с момента прихода Флёри отыграл 8-0-3 с 92,5 %ОБ, в результате чего возникли споры о том, кого команда выберет для начала первого раунда плей-офф против «Сент-Луис Блюз». В конечном итоге, предпочтение было отдано Флёри. С Флёри в воротах «Миннесота» изначально лидировали в серии со счётом 2:1, но в итоге проиграла три следующих матча подряд и вылетела из Кубка Стэнли. Флёри не сыграл лишь в шестом матче.
7 июля 2022 года Флёри решил отказаться от статуса свободного агента и подписал двухлетний контракт на сумму 7 миллионов долларов, чтобы остаться в «Миннесоте». Решение «Уайлд» продлить контракт с Флёри вызвало конфликт с Тэлботом, который впоследствии был обменян в «Оттава Сенаторз» на Филиппа Густавссона. 30 октября Флёри одержал 62-ю победу по буллитам и стал лидером по этому показателю в истории НХЛ, это произошло в матче против «Чикаго Блэкхокс». К середине сезона Густавссон провёл больше матчей чем Флёри, что привело к некоторым предположениям о том, кто будет играть в стартовом составе команды. Сам Флёри признал свои трудности, оценив, что он «вероятно слишком много думал о себе». Его игра улучшилась, когда в марте «Миннесота» провела длительную результативную серию.
31 декабря 2023 года стал 4-м вратарём в истории НХЛ, сыгравшим 1000 матчей в регулярных сезонах. 15 января 2024 года Флёри стал вторым вратарём по количеству побед в истории НХЛ, одержав 552-ю победу в матче против «Нью-Йорк Айлендерс» (5:0).
9 апреля 2024 года «Миннесота» выбыла из борьбы за плей-офф, положив конец 17-летней серии выхода Флёри в плей-офф, которая началась с 2007 года. 17 апреля он продлил контракт с «Миннесотой» на 1 год на сумму 2,5 миллиона долларов, заявив, что закончит карьеру в конце сезона 2024/25.
29 октября 2024 года в составе «Миннесоты» последний раз в карьере приехал в Питтсбург, где ему была устроена овация. «Уайлд» победили 5:3. 21 ноября 2024 года в матче против «Эдмонтон Ойлерз» вышел на третье место по сыгранным матчам в НХЛ среди всех вратарей (1030), опередив Патрика Руа, также этот матч стал 1000-м для Флёри, который он начал в качестве стартового вратаря. 22 февраля 2025 года в игре против «Детройта» (4:3 ОТ) вышел на второе место по матчам в НХЛ среди вратарей (1045), опередив Роберто Луонго.
2 мая 2025 года после вылета из плей-офф от «Вегаса» завершил карьеру в НХЛ.

## Игра за сборную
Выиграл две серебряные медали с молодёжной сборной Канады на чемпионате мира.
В 2003 году, несмотря на поражение в финале (2:3) от сборной России, показал коэффициент надёжности 1,57 и был назван лучшим вратарём и MVP турнира.
В декабре 2003 года, по ходу сезона НХЛ, «Питтсбург Пингвинз» отпустил Флёри на чемпионат мира среди юниоров 2004 года, хотя он выразил желание остаться в клубе, но руководство «Пингвинз» решило, что этот престижный турнир пойдёт на пользу его развитию. Он вывел сборную Канады в финал второй год подряд, где они встретились со сборной США, но совершил дорогостоящую ошибку, из-за которой его команда потеряла чемпионство. При счёте 3:3, когда до конца основного времени оставалось менее пяти минут, Флёри оставил свои ворота, чтобы выбить шайбу и предотвратить возможность прорыва Патрика О’Салливана, однако он попал в своего защитника, Брэйдона Кобёрна, и шайба отскочила в ворота. Американцы смогли удержать победный счёт до конца матча.
30 декабря 2009 года был включён в состав сборной Канады на Олимпийские игры 2010 года в Ванкувере. Однако не сыграл ни одного матча на турнире, поскольку основными вратарями были Мартин Бродёр и Роберто Луонго, но всё равно получил золотую медаль, поскольку Канада победила США в финале со счётом 3:2. Однако это олимпийское золото не идёт в зачёт «Тройного золотого клуба», так как согласно его регламенту хоккеист должен выйти на площадку во время победного турнира (Флёри только один раз был запасным вратарём на Олимпийских играх, но на площадку не выходил).
Уже после завершения карьеры в НХЛ был включён в состав сборной Канады на чемпионат мира 2025 года в Швеции и Дании. 11 мая 2025 года в возрасте 40 лет дебютировал в национальной сборной в матче чемпионата мира против команды Латвии (7:1). Флёри отбил 16 из 17 бросков по воротам.

## Личная жизнь
Родился в семье Андре и Франс Флёри в небольшом городке Сорель-Трейси (провинция Квебек) недалеко от Монреаля. У хоккеиста есть брат и младшая сестра Мэрилин. Андре Флёри скончался 29 ноября 2019 года после продолжительной болезни.
После перехода в «Питтсбург Пингвинз» какое-то время жил в доме Марио Лемьё, поскольку на тот момент у него ещё не было своего жилья в Питтсбурге.
22 июля 2012 года женился на своей давней подруге Веронике Лароз, с которой встречался с 15-летнего возраста. У супругов трое детей: сын Джеймс и дочери Скарлетт и Эстель. Семья живёт недалеко от Лас-Вегаса (штат Невада). Вероника имеет происхождение от индейский народов абенаков и микмаков В ноябре 2023 года НХЛ запретила Флёри играть в изготовленной на заказ маске, которую он сделал в честь коренного наследия своей жены, на Ночь наследия коренных американцев. Несмотря на угрозу штрафов для себя и команды, он надел шлем на разминку, хотя и не вышел в нём на игру.
Известен под прозвищем «Цветочек», полученным от английского перевода его фамилии (Fleuri, созвучное с Fleury, означает в переводе с английского языка «в цвету»). На его вратарских масках всегда изображена геральдическая лилия на задней части шлема (в дополнение к инициалам EFGT, в память о его четырёх бабушках и дедушках), а также часто на лицевой стороне маски изображён какой-либо цветок.

## Статистика

### Международная
| Год   | Сборная | Турнир | Место |    | И | В | П | Н   | Мин | ПШ | И"0" | КН   | %ОБ |
| ----- | ------- | ------ | ----- | -- | - | - | - | --- | --- | -- | ---- | ---- | --- |
| 2003  | Канада  | МЧМ    | 2     | 5  | 5 | 0 | 0 | 267 | 0   | 5  | 0.00 | 100  |     |
| 2004  | Канада  | МЧМ    | 2     | 5  | 4 | 1 | 0 | 299 | 9   | 1  | 1.81 | 92.0 |     |
| Всего | Всего   | Всего  | Всего | 10 | 8 | 2 | 0 | 566 | 16  | 2  | 1.69 | 92.4 |     |

## Награды и достижения

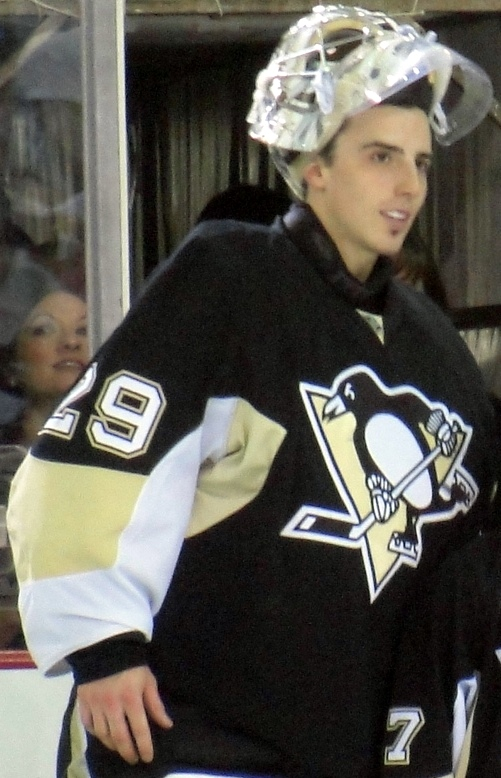
Флёри получает награду имени Алдеджа «База» Бастьена в сезоне 2009/10

| Награда                                               | Год                          | Прим.   |
| QMJHL                                                 | QMJHL                        | QMJHL   |
| ----------------------------------------------------- | ---------------------------- | ------- |
| Майк Босси Трофи                                      | 2003                         |         |
| Кубок Telus (защита)                                  | 2003                         |         |
| Вторая сборная всех звёзд QMJHL                       | 2003                         |         |
| Третья сборная всех звёзд КХЛ                         | 2003                         |         |
| Участник матча лучших перспективных игроков КХЛ/НХЛ   | 2003                         |         |
| НХЛ                                                   |                              |         |
| Лучший новичок месяца                                 | Октябрь 2003 года            |         |
| Обладатель Кубка Стэнли                               | 2009, 2016, 2017             |         |
| Участник Матча всех звёзд НХЛ                         | 2011, 2015, 2018, 2019, 2020 | [ 103 ] |
| Первая сборная десятилетия                            | 2010-е                       | [ 104 ] |
| Премия «Выбор болельщиков НХЛ» (сейв года)            | 2019, 2020, 2021             |         |
| Обладатель Уильям М. Дженнингс Трофи                  | 2021                         |         |
| Обладатель Везина Трофи                               | 2021                         |         |
| Вторая сборная всех звёзд НХЛ                         | 2021                         |         |
| «Питтсбург Пингвинз»                                  |                              |         |
| Премия «Хороший парень» имени Алдеджа «База» Бастьена | 2009/10, 2011/12             |         |
| Лучший игрок команды                                  | 2011                         | [ 105 ] |
| ИИХФ                                                  |                              |         |
| Лучший вратарь МЧМ                                    | 2003                         |         |
| Лучший игрок МЧМ                                      | 2003                         |         |